# 粘毛黄芩
粘毛黄芩（学名：Scutellaria viscidula），为唇形科黄芩属下的一个植物种。